# スタジオフラッグ
株式会社スタジオフラッグは、かつて存在した日本のアニメ制作会社。多くの作品の場合、「スタジオ・フラッグ」「studio FLAG」とクレジットされていた。

## 概要
ぴえろの制作出身で、スタジオジュニオ（後のジュニオ ブレイン トラスト）の制作デスクだった早坂哲也が設立したアニメ制作会社。他社のグロス請け作業を行いながらも、『獣神演武』『こいこい7』などの自社制作作品も手がけた。
早坂哲也の逝去後、妻の麻紀子が経営を引き継いだ。しかし、求心力の低下でスタッフの離散を引き起こし、2008年にアニメーション制作事業より撤退・解散した。

## 主な作品

### テレビアニメ
| 開始年 | 放送期間         | タイトル                | 監督             | シリーズ構成 | 制作 プロデューサー | 共同制作                       |
| ------ | ---------------- | ----------------------- | ---------------- | ------------ | ------------------- | ------------------------------ |
| 2000年 | 4月 - 2001年2月  | へろへろくん            | 高本宣弘         | 山本優       | 土屋貴彦 早坂哲也   | スタジオボギー                 |
| 2005年 | 4月 - 6月        | フタコイ オルタナティブ | 逢瀬祭（総）     | 金月龍之介   | 近藤光              | ユーフォーテーブル、フィール   |
| 2005年 | 4月 - 6月        | こいこい7               | ふじもとよしたか | 水越保       | 早坂哲也            | トライネットエンタテインメント |
| 2007年 | 10月 - 2008年3月 | 獣神演武 -HERO TALES-   | 関田修           | 関島眞頼     | 早坂麻紀子          |                                |

### 制作協力
- トラブルチョコレート （制作元請：AIC、各話制作協力、1999年）
- 真・女神転生デビルチルドレンシリーズ
  - 真・女神転生デビチル （制作元請：トムス・エンタテインメント、各話制作協力、2000年-2001年）
  - 真・女神転生Dチルドレン ライト&ダーク （制作元請：アクタス→スタジオコメット、各話制作協力、2002年-2003年）
- あぃまぃみぃ!ストロベリー・エッグ （制作元請：ティー・エヌ・ケー、各話制作協力、2001年）
- ギャラクシーエンジェル （制作元請：マッドハウス、各話制作協力、2001年-2004年）
- ぱにょぱにょデ・ジ・キャラット （制作元請：マッドハウス、各話制作協力、2002年）
- ぴたテン （制作元請：マッドハウス、発注元：スタジオマトリックス、各話制作協力、2002年）
- 灰羽連盟 （制作元請：ラディクスエースエンタテインメント、各話制作協力、2002年）
- ちょびっツ （制作元請：マッドハウス、各話制作協力、2002年）
- NARUTO -ナルト- （制作元請：ぴえろ、各話制作協力、2002年-2007年）
- Weiß kreuz Glühen （制作元請：ユーフォーテーブル、各話制作協力、2002年）
- デ・ジ・キャラットにょ （制作元請：マッドハウス、各話制作協力、2003年-2004年）
- 獣兵衛忍風帖 龍宝玉篇 （制作元請：マッドハウス、各話制作協力、2003年）
- まぶらほ （制作元請：J.C.STAFF、各話制作協力、2003年-2004年）
- ガングレイヴ （制作元請：マッドハウス、各話制作協力、2003年-2004年）
- GANTZ 〜the first stage〜 （制作元請：ゴンゾ、各話制作協力、2004年）
- MONSTER （制作元請：マッドハウス、各話制作協力、2004年-2005年）
- ふしぎ星の☆ふたご姫シリーズ
  - ふしぎ星の☆ふたご姫 （制作元請：ハルフィルムメーカー、各話制作協力、2005年-2006年）
  - ふしぎ星の☆ふたご姫 Gyu! （制作元請：ハルフィルムメーカー、各話制作協力、2006年-2007年）
- 銀盤カレイドスコープ （制作元請：カラク、各話制作協力、2005年）
- BLACK CAT （制作元請：ゴンゾ、各話制作協力、2005年-2006年）
- 鍵姫物語 永久アリス輪舞曲 （制作元請：トライネットエンタテインメント・ピクチャーマジック、各話制作協力、2006年）
- 西の善き魔女 Astraea Testament （制作元請：ハルフィルムメーカー、各話制作協力、2006年）
- くじびき♥アンバランス （制作元請：亜細亜堂、各話制作協力、2006年）
- デルトラクエスト （制作元請：オー・エル・エム、各話制作協力、2007年）
- 我が家のお稲荷さま。 （制作元請：ゼクシズ、各話制作協力、2008年）
- D.C.II S.S. 〜ダ・カーポII セカンドシーズン〜 （制作元請：フィール、各話制作協力、2008年）
- 遊☆戯☆王5D's （制作元請：ぎゃろっぷ、各話制作協力、2008年）
- 一騎当千 Great Guardians （制作元請：アームス、各話制作協力、2008年）
- 恋姫†無双 （制作元請：動画工房、各話グロス協力、2008年）
- ケメコデラックス! （制作元請：ハルフィルムメーカー、各話制作協力、2008年）

### その他
- 逮捕しちゃうぞ （2001年、オープニングアニメーション制作、ディジメーションと共同制作）